# Gramaccioliïta-(Y)
La gramaccioliïta-(Y) és un mineral de la classe dels òxids, que pertany al grup de la crichtonita. Va ser anomenada així en honor de Carlo Maria Gramaccioli (1935-2013), col·leccionista de minerals i professor de química a la Universitat de Milà, Itàlia. La gramaccioliïta-(Y) és l'anàleg d'itri de la senaïta i l'anàleg de plom de la dessauïta.

## Classificació
Segons la classificació de Nickel-Strunz, la gramaccioliïta-(Y) pertany a «04.CC: Òxids amb relació Metall:Oxigen = 2:3, 3:5, i similars, amb cations de mida mitjana i gran» juntament amb els següents minerals: cromobismita, freudenbergita, grossita, clormayenita, yafsoanita, latrappita, lueshita, natroniobita, perovskita, barioperovskita, lakargiïta, megawita, loparita-(Ce), macedonita, tausonita, isolueshita, crichtonita, davidita-(Ce), davidita-(La), davidita-(Y), landauïta, lindsleyita, loveringita, mathiasita, senaïta, dessauïta-(Y), cleusonita, diaoyudaoïta, hawthorneïta, hibonita, lindqvistita, magnetoplumbita, plumboferrita, yimengita, haggertyita, nežilovita, batiferrita, barioferrita, jeppeïta, zenzenita i mengxianminita.

## Característiques
La gramaccioliïta-(Y) és un òxid de fórmula química (Pb,Sr)(Y,Mn)Fe₂3+(Ti,Fe3+)18O38. Cristal·litza en el sistema trigonal. La seva duresa a l'escala de Mohs és 6.

## Formació i jaciments
S'ha descrit a Itàlia, Grècia i Suïssa. En la seva localitat tipus es va descriure en fangs mineralitzats en un gneiss granític ric en biotita; allà es va trobar associat a xenotima-(Y), senaïta, rútil, quars, pirita, moscovita, fluorapatita, brookita, anatasa, albita i dessauita-(Y).